# Paisley (Oregon)
Paisley és una població dels Estats Units a l'estat d'Oregon. Segons el cens del 2000 tenia 247 habitants.

## Demografia
Segons el cens del 2000, Paisley tenia 247 habitants, 115 habitatges, i 80 famílies. La densitat de població era de 216,7 habitants per km².
Dels 115 habitatges en un 23,5% hi vivien nens de menys de 18 anys, en un 60% hi vivien parelles casades, en un 7% dones solteres, i en un 29,6% no eren unitats familiars. En el 26,1% dels habitatges hi vivien persones soles el 12,2% de les quals corresponia a persones de 65 anys o més que vivien soles. El nombre mitjà de persones vivint en cada habitatge era de 2,15 i el nombre mitjà de persones que vivien en cada família era de 2,56.
Per edats la població es repartia de la següent manera: un 20,2% tenia menys de 18 anys, un 1,6% entre 18 i 24, un 20,2% entre 25 i 44, un 34% de 45 a 60 i un 23,9% 65 anys o més.
L'edat mediana era de 49 anys. Per cada 100 dones de 18 o més anys hi havia 105,2 homes.
La renda mediana per habitatge era de 28.214$ i la renda mediana per família de 30.625$. Els homes tenien una renda mediana de 21.250$ mentre que les dones 28.125$. La renda per capita de la població era de 16.224$. Aproximadament el 13% de les famílies i el 16,9% de la població estaven per davall del llindar de pobresa.

## Poblacions més properes
El següent diagrama mostra les poblacions més properes.